# Alexander Onassis
Alexander S. Onassis (Nova Iorque, 30 de abril de 1948 - Aeroporto Internacional de Ellinikon, Atenas, 23 de janeiro de 1973) foi o único filho do magnata grego Aristóteles Sócrates Onassis e de sua primeira esposa, Athina "Tina" Livanos (pronúncia alternativa: Livanou). Era irmão de Christina Onassis, mãe de Athina Roussel.

## Vida
Alexander e a irmã Christina eram extremamente próximos. Os laços entre os dois ultrapassava o normal entre irmãos. Talvez esse fato seja atribuível aos traumas causados pelo pai, que era obsessivo e por vezes abusivo. Ademais, foi escrito que Tina tinha dificuldades em se relacionar com seus filhos, especialmente com Christina, de quem ela esperava perfeição. Alexander e Christina foram leais aos seus pais, amaram eles ternamente, mas nunca aceitaram ou gostaram de sua madrasta, Jacqueline Bouvier Kennedy, viúva do Presidente dos Estados Unidos John F. Kennedy, especialmente Christina, que na adolescência passava muito tempo viajando e fazendo compras.
Apesar de terem desgosto por Jacqueline, eles ficaram amigos dos filhos dela, Caroline e John. Uma das mais inesquecíveis lembranças de John foi dirigir o avião Piaggio de Alexander.
Alexander famosamente namorou Fiona Thyssen (nascida Fiona Campbell Walter), uma mulher que seu pai desaprovou. Acredita-se que as intenções de Alexander eram se casar com ela, apesar das enérgicas tentativas de Aristóteles de terminar o relacionamento. Fiona era a ex-esposa do barão Hans Heinrich Thyssen-Bornemisza, desde seu divórcio, em 1965. Ela era uma modelo neozelandesa, dezesseis anos mais velha do que Alexander. Durante o namoro, ele tinha vinte e quatro anos e ela, quarenta.

## Morte
Alexander morreu num acidente aéreo no Aeroporto Internacional de Ellinikon, o que alimentou teorias de conspiração. Tinha vinte e quatro anos. Foi enterrado no paraíso privado de seu pai, a ilha grega de Skorpios, no Mar Jônico. Aproximadamente dois anos depois, Aristóteles também morre, pois sua saúde deteriorou muito. Seu corpo foi enterrado ao lado do de Alexander, num cemitério na ilha de Skorpios. Muitas pessoas acreditam que a morte de Alexander foi o fim para Aristóteles.

## Legado
A Fundação Alexander Onassis, pelo lado beneficente público, presenteia com bolsas de estudo estudantes gregos e ajuda muitos projetos filantrópicos. Pelo lado de negócios, a fundação representa um império de bilhões de dólares. Obviamente nomeada a partir do amado filho de Aristóteles Onassis, a fundação foi criada em 1973 e está baseada em Vaduz, no principado de Liechtenstein. Os principais ofícios estão em Atenas, Grécia.
Os valores da Fundação Onassis são freqüentemente confundidos na mídia como sendo pertencentes a Athina Roussel. A verdade é que Athina não representa nem sequer possui a fundação em nenhuma capacidade. Uma vez, especulou-se que ela se tornaria a Presidente da Fundação no seu aniversário de vinte e um anos. Contudo, a direção da fundação deixou claro que o presidente deve ter, no mínimo, trinta anos, falar fluentemente a língua grega e ser eleito unanimente por ela. É, portanto, importante distinguir o que Athina possui e o que a Fundação possui, em termos financeiros, pois ambos são entidades separadas.